# Phasianotrochus
Phasianotrochus is een geslacht van weekdieren uit de klasse van de Gastropoda (slakken).

## Soorten
- Phasianotrochus apicinus (Menke, 1843)
- Phasianotrochus bellulus (Dunker, 1845)
- Phasianotrochus eximius (Perry, 1811)
- Phasianotrochus irisodontes (Quoy & Gaimard, 1834)
- Phasianotrochus rutilus (A. Adams, 1853)
- Phasianotrochus sericinus (Thiele, 1930)